# Juegos Olímpicos de Montreal 1976
Los Juegos Olímpicos de Montreal 1976, oficialmente conocidos como los Juegos de la XXI Olimpiada, se celebraron en Montreal, Canadá entre el 17 de julio y el 1 de agosto de 1976. Participaron 6084 atletas (4824 hombres y 1260 mujeres) de 92 países, compitiendo en 21 deportes y 198 especialidades.
Contrariando el espíritu olímpico apareció nuevamente la política, y se produjo el primer boicot masivo de la historia de los Juegos Olímpicos. Algunas delegaciones africanas solicitaron la exclusión de Nueva Zelanda porque su selección nacional de rugby había jugado contra la de Sudáfrica, país excluido del Comité Olímpico Internacional por su política racista, el apartheid. El COI no acepta las presiones y rechaza la petición, con el saldo de que 24 países africanos rechazaron la invitación, y finamente 32 estados en total terminaron sumándose al boicot. Por su parte, China y Taiwán tampoco asistieron en protesta por problemas de reconocimiento mutuo.

## Elección

### Antecedentes
Montreal (Canadá) había intentado organizar los Juegos Olímpicos en cuatro ocasiones anteriores, sin éxito. La primera vez que se presentó fue para albergar la edición de 1944, que perdió frente a Londres y que nunca se celebró. Volvió a postularse para los Juegos de 1956 que se disputaron en Melbourne, y los de 1972 que fueron para Múnich. Tras un nuevo fracaso, la ciudad canadiense volvió a intentarlo y presentó una candidatura para los de 1976.
Sus dos rivales en la votación eran Los Ángeles (Estados Unidos) y Moscú (Unión Soviética). La ciudad de Los Ángeles ya había sido sede olímpica en la edición de 1932, y al igual que Montreal se había presentado en numerosas ocasiones para volverlos a albergar. En el caso de Moscú, era la primera vez que se presentaba. Tanto los EE. UU. como la URSS mantenían una fuerte rivalidad por su papel como potencias económicas y políticas, mientras que Canadá jugaba un rol más neutral dentro del panorama internacional.

### Votación
La elección de sede tuvo lugar en la 69.ª Sesión del Comité Olímpico Internacional, celebrada el 12 de mayo de 1970 en Ámsterdam (Países Bajos). Participaron 70 miembros, que tenían que elegir entre las opciones de Montreal, Moscú y Los Ángeles.
En la primera ronda, Moscú ganó por un estrecho margen de 28 votos sobre los 25 de la ciudad canadiense, mientras que Los Ángeles fue eliminada al obtener sólo 17 votos. Sin embargo, en la ronda final Montreal se impuso a Moscú, porque atrajo el voto de  todos los miembros que habían elegido antes a Los Ángeles. Con 41 votos para la ciudad canadiense, 28 para la soviética y uno en blanco, Montreal se convirtió en la sede de los Juegos Olímpicos de 1976.
| Resultados de las votaciones                                                              | Resultados de las votaciones | Resultados de las votaciones | Resultados de las votaciones | Resultados de las votaciones |
| ----------------------------------------------------------------------------------------- | ---------------------------- | ---------------------------- | ---------------------------- | ---------------------------- |
| 69.ª Sesión del Comité Olímpico Internacional 12 de mayo de 1970, Ámsterdam, Países Bajos |                              |                              |                              |                              |
| Ciudad                                                                                    | Ciudad                       | País                         | Ronda 1                      | Ronda 2                      |
|                                                                                           | Montreal                     | Canadá                       | 25                           | 41                           |
|                                                                                           | Moscú                        | Unión Soviética              | 28                           | 28                           |
|                                                                                           | Los Ángeles                  | Estados Unidos               | 17                           | -                            |

## Sedes

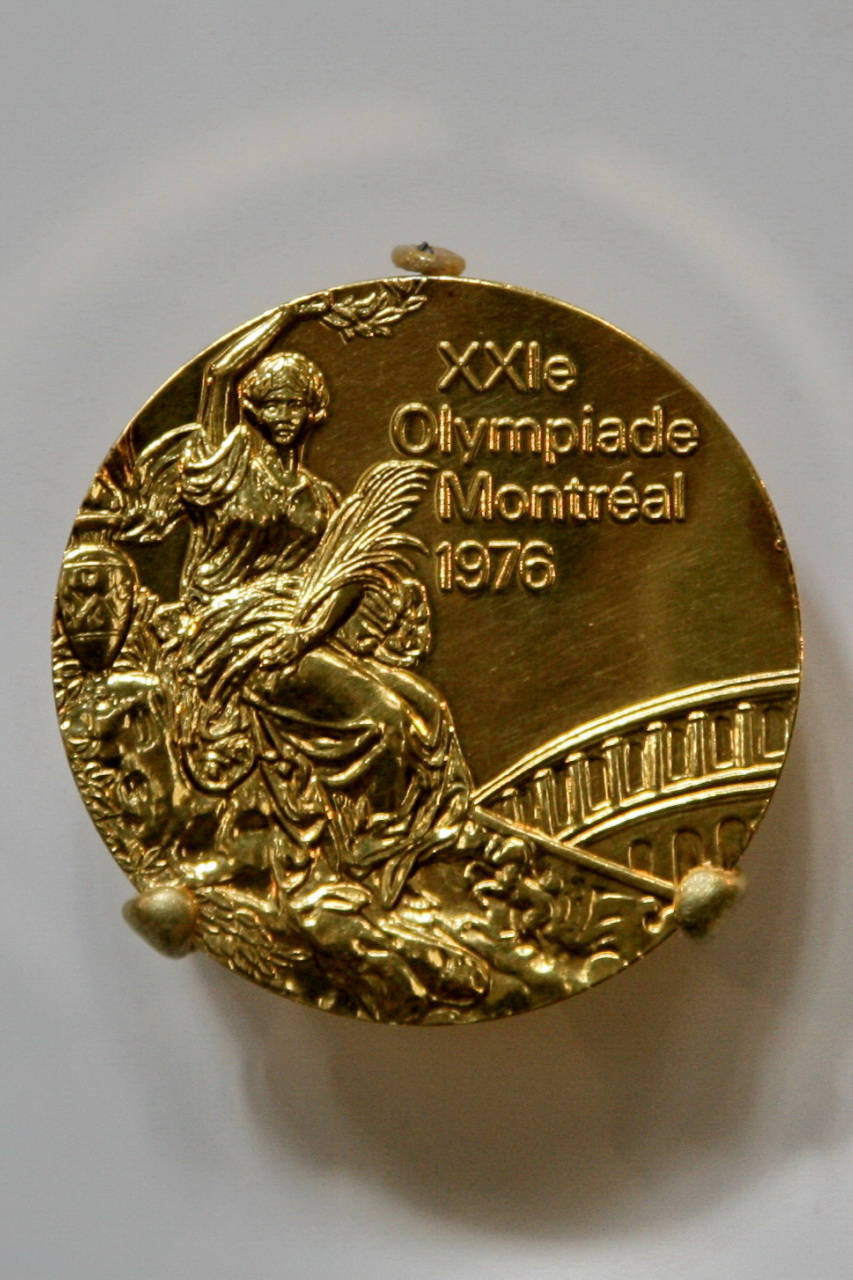
Medalla de oro de los Juegos Olímpicos de Montreal 1976.

### Dentro del Parque Olímpico de Montreal
- Stade Olympique de Montréal
- Piscine Olympique
- Vélodrome de Montréal
- Arena Maurice Richard
- Centre Pierre-Charbonneau
- Village Olympique

### En el resto deMontreal
- Île Notre-Dame
- Complexe sportif Claude-Robillard
- Centre Étienne Desmarteau
- St. Michel Arena
- Paul Sauvé Arena
- Montreal Forum
- Winter Stadium
- Estadio Memorial Percival Molson

### Fuera deMontreal
- Campo de Tiro Olímpico, L'Acadie, Quebec
- Campo Olímpico de Tiro, Joliette, Quebec
- Centro Olímpico Ecuestre, Bromont, Quebec
- Le pavillon d'éducation physique et des sports de l'Université Laval, Ciudad de Quebec, Quebec
- Estadio Municipal, Sherbrooke, Quebec
- Palais des Sports, Sherbrooke, Quebec
- Puerto Olímpico de Portsmouth, Kingston, Ontario
- Estadio Varsity, Toronto, Ontario
- Lansdowne Park, Ottawa, Ontario

## Antorcha Olímpica

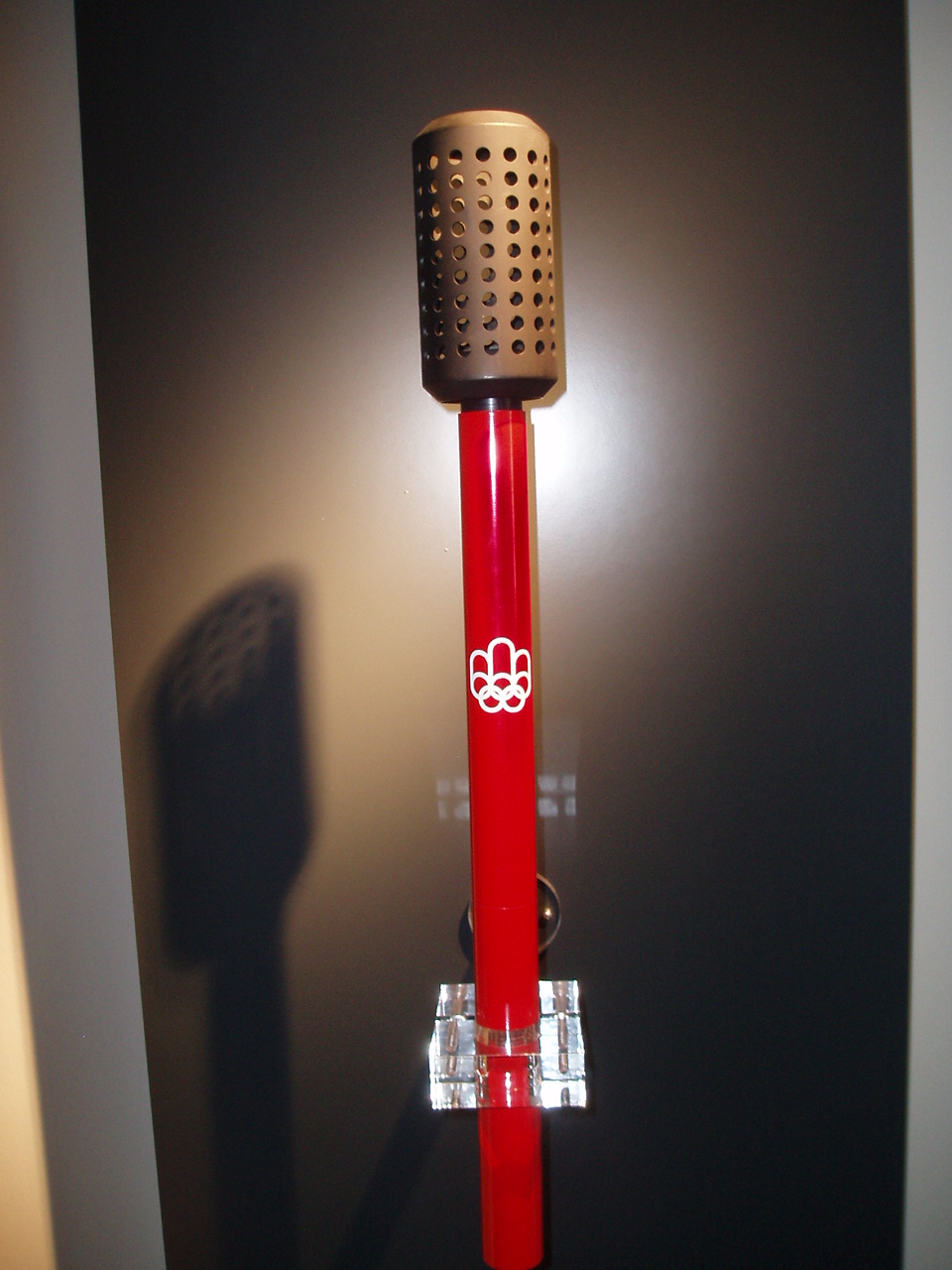
Antorcha Olímpica Montreal 1976

El 13 de julio de 1976 el viaje de la antorcha olímpica comenzó, como es tradición, en Olimpia (Grecia). De allí la antorcha pasó a Atenas y luego, gracias a una señal satelital, el fuego olímpico llegó a la ciudad canadiense de Ottawa. Desde allí la antorcha olímpica inició su recorrido en Canadá, terminando en la ciudad de Montreal el 17 de julio (día de la ceremonia de apertura).
1214 relevistas recorrieron 775 kilómetros para llevar la antorcha a Montreal. Se ahorró tiempo ya que en Atenas, un sensor detectó las partículas ionizadas de la llama, las cuales fueron convertidas en una señal satelital que llegó a Ottawa. Allí la señal activó un láser que "recreó" la llama olímpica en su forma original.
Un relevo secundario llevó la antorcha a Kingston.

## Participantes

### Países

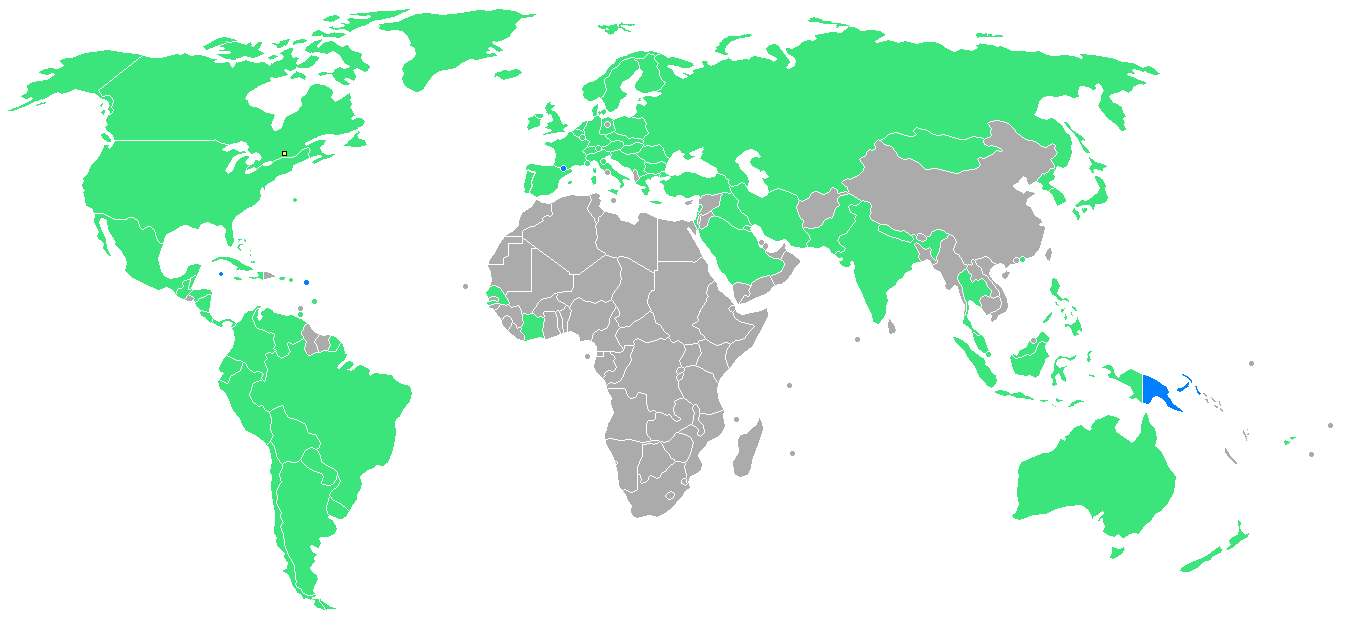
Mapa del mundo con los participantes en Montreal 1976. En azul, figuran los debutantes.

Para los Juegos Olímpicos de Montreal se inscribieron atletas pertenecientes a 92 federaciones nacionales afiliadas al Comité Olímpico Internacional, cifra sensiblemente inferior a la anterior edición celebrada en Múnich, con 121 estados. Debutaron en unos Juegos Olímpicos los estados de Andorra, Antigua y Barbuda, Islas Caimán y Papúa Nueva Guinea.
Estos fueron los países que compitieron en estos juegos:
Alemania Occidental, Alemania Oriental, Andorra, Antigua y Barbuda, Antillas Neerlandesas, Arabia Saudita, Argentina, Australia, Austria, Bahamas,  Barbados, Bélgica, Belice, Bermudas, Bolivia, Brasil, Bulgaria, Canadá, Checoslovaquia, Chile, Colombia, Corea del Norte, Corea del Sur, Costa de Marfil, Costa Rica, Cuba, Dinamarca, Ecuador, España, Estados Unidos, Fiyi, Filipinas, Finlandia, Francia, Gran Bretaña, Grecia, Guatemala, Guinea, Haití, Honduras, Hong Kong, Hungría, India, Indonesia, Irán, Irlanda, Islandia, Islas Caimán, Islas Vírgenes de Estados Unidos, Israel, Italia, Jamaica, Japón, Kuwait, Líbano, Liechtenstein, Luxemburgo, Malasia, México, Mónaco, Mongolia, Nepal, Nicaragua, Noruega, Nueva Zelanda, Países Bajos, Pakistán, Panamá, Papúa Nueva Guinea, Paraguay, Perú, Polonia, Portugal, Puerto Rico, República Dominicana, Rumania, San Marino, Senegal, Singapur, Suecia, Suiza, Surinam, Tailandia, Trinidad y Tobago, Turquía, Unión Soviética, Uruguay, Venezuela y Yugoslavia.
Cabe aclarar que Camerún, Egipto, Marruecos y Túnez compitieron en los primeros días de los juegos, antes de unirse al boicot.

### Boicot

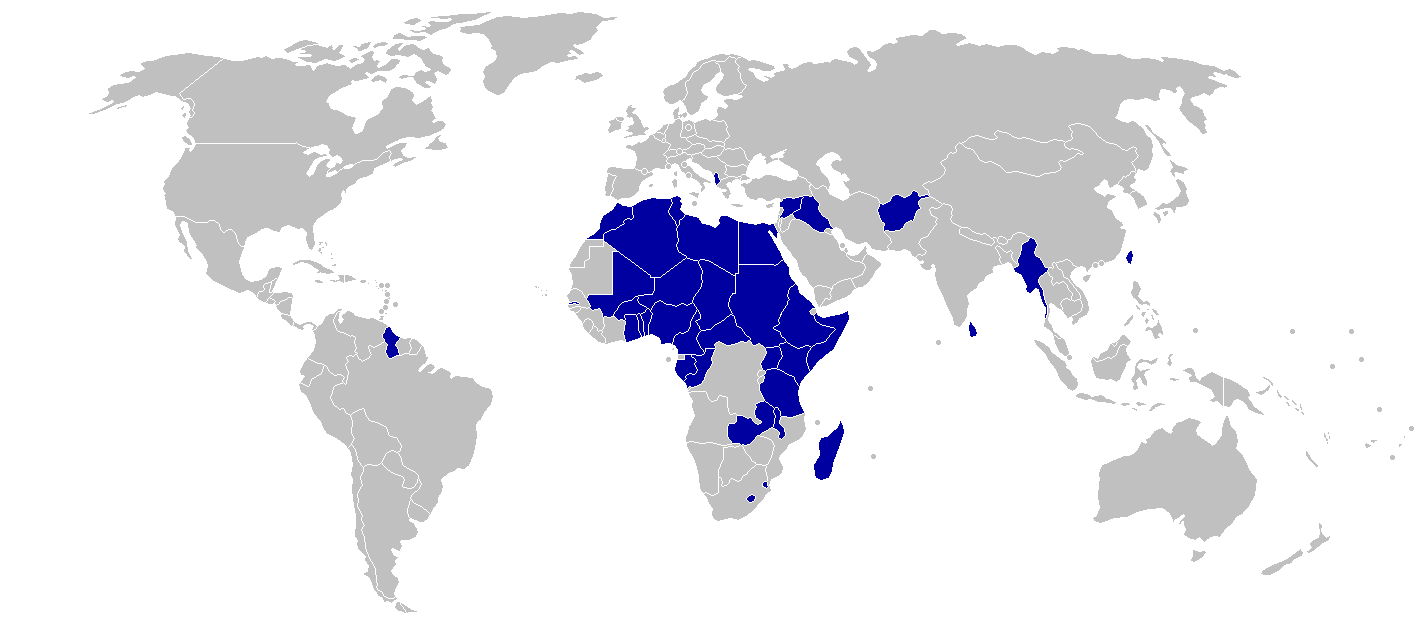
Países que boicotearon los Juegos Olímpicos de Montreal.

Por primera vez en la historia de los Juegos Olímpicos, hubo un boicot oficial que implicó a 32 estados, en su mayoría de África. La razón fue que los países africanos pidieron la exclusión de Nueva Zelanda, porque su selección de rugby había jugado frente a los Springboks en Sudáfrica, país excluido del COI por su política racista del apartheid. El COI no cedió a las presiones y mantuvo a la delegación neozelandesa, por lo que 29 estados africanos rechazaron en julio de 1976 la invitación para participar en Montreal 1976. La nación americana de Guyana también apoyó la decisión en solidaridad, mientras que Zaire, también contrario a la decisión del COI, alegó razones económicas para justificar su ausencia.
Al boicot de los estados africanos hay que sumar el de la República Popular de China y la República de China. En el caso de China, volvió a ausentarse porque el COI reconoció a ambas partes, mientras que la República de China se negó a participar porque el Gobierno de Canadá, que reconocía a la República Popular y mantenía relaciones con Taiwán, no quería que la isla participara como "República de China". Aunque hubo negociaciones en las que llegó a permitirse una participación con su himno nacional, la delegación se negó a participar con el nombre de Taiwán y rompió las negociaciones. A partir de la resolución de Nagoya de 1979, el COI dictaminó que China podría participar con ese nombre, mientras que el Comité Olímpico de Taiwán se vería obligado a participar como China Taipéi.
Estos fueron los países que boicotearon los juegos:
Alto Volta, Argelia, Benín, Camerún, Chad, China, Congo, Egipto, Etiopía, Gabón, Gambia, Ghana, Guyana, Irak, Kenia, Lesoto, Libia, Madagascar, Malaui, Malí, Marruecos, Níger, Nigeria, República Centroafricana, Somalia, Suazilandia, Sudán, Taiwán, Tanzania, Togo, Túnez, Uganda, Zaire y Zambia.
Otros países, como Afganistán, Albania, Birmania, El Salvador, Siria y Sri Lanka, no participaron en Montreal por razones puramente económicas.

## Grandes momentos
- Las competiciones de baloncesto para mujeres fueron incluidas por primera vez, así como el remo y el balonmano.
- La gimnasta rumana de 14 años Nadia Comăneci causó sensación por ser la primera a la cual concedieron una puntuación perfecta de 10 en barras asimétricas. Obtuvo en total siete puntuaciones 10.
- Del lado masculino, el japonés Shun Fujimoto se rompió una pierna mientras realizaba sus ejercicios de rutina de piso. El equipo nipón tenía una reñida competencia con la Unión Soviética, así que Fujimoto mantuvo su lesión en secreto; pero cuando se desmontó de los anillos se dislocó la rodilla y fue forzado a retirarse.
- Las estrellas individuales incluyeron a Klaus Dibiasi de Italia, que ganó su tercera medalla de oro consecutiva en salto de la plataforma; el soviético Viktor Saneyev que ganó su tercera medalla de oro en triple salto; e Irena Szewinska de Polonia, ganadora de los 400 m, que sumaron a su carrera un total de siete medallas -en cinco especialidades diferentes.
- Alberto Juantorena de Cuba fue el primero en obtener una doble victoria en los 400 m y los 800 m.
- Miklos Németh de Hungría ganó el oro en el lanzamiento de jabalina y se convirtió en el primer hijo de un medallista de oro del atletismo. Su padre, Imre, había ganado el lanzamiento de martillo en 1948.
- Fueron unos de los Juegos Olímpicos más costosos. La construcción de buena parte de las instalaciones -incluyendo el estadio-, fue financiada con un impuesto sobre los cigarrillos vendidos en la provincia de Quebec. Este impuesto especial se siguió cobrando hasta diciembre de 2006, cuando las deudas contraídas se saldaron por completo.[8]

## Deportes
- Atletismo (37)
- Baloncesto (2)
- Balonmano (2)
- Boxeo (11)
- Ciclismo
  -  Ciclismo en pista (4)
  -  Ciclismo en ruta (2)
- Ecuestre
  -  Concurso completo (2)
  -  Doma clásica (2)
  -  Salto ecuestre (2)
- Esgrima (8)
- Fútbol (1)
- Gimnasia artística (14)
- Halterofilia (9)
- Hockey sobre césped (1)
- Judo (6)
- Lucha
  -  Lucha grecorromana (10)
  -  Lucha libre (10)
- Natación (26)
- Pentatlón moderno (2)
- Piragüismo en esprint (11)
- Remo (14)
- Saltos (4)
- Tiro (7)
- Tiro con arco (2)
- Vela (6)
- Voleibol (2)
- Waterpolo (1)

## Medallero
| Núm. | País                      | Oro | Plata | Bronce | Total |
| ---- | ------------------------- | --- | ----- | ------ | ----- |
| 1    | Unión Soviética (URS)     | 49  | 41    | 35     | 125   |
| 2    | Alemania Oriental (GDR)   | 40  | 25    | 25     | 90    |
| 3    | Estados Unidos (USA)      | 34  | 35    | 25     | 94    |
| 4    | Alemania Occidental (FRG) | 10  | 12    | 17     | 39    |
| 5    | Japón (JPN)               | 9   | 6     | 10     | 25    |
| 6    | Polonia (POL)             | 7   | 6     | 13     | 26    |
| 7    | Bulgaria (BUL)            | 6   | 9     | 7      | 22    |
| 8    | Cuba (CUB)                | 6   | 4     | 3      | 13    |
| 9    | Rumania (ROU)             | 4   | 9     | 14     | 27    |
| 10   | Hungría (HUN)             | 4   | 5     | 13     | 22    |
| 27   | Canadá (CAN)              | 0   | 5     | 6      | 11    |